# Zápas na Letních olympijských hrách 1988 – muži, řecko-římský do 130 kg
Zápas řecko-římský ve váhové kategorii do 130 kg probíhal na Letních olympijských hrách 1988 v Seongnamském Sangmu Gymnasium. O medaile se utkalo celkem 16 zápasníků.

## Turnajové výsledky
Zápasníci jsou rozděleni do dvou skupin. Je aplikován systém na dvě porážky.
Legenda
- TF — Lopatkové vítězství
- ST — Vítězství na technickou převahu, 12 bodů rozdíl
- PP — Vítězství na body, 1-7 bodů rozdíl, poražený s body
- PO — Vítězství na body, 1-7 bodů rozdíl, poražený bez bodů
- SP — Vítězství na body, 8-11 bodů rozdíl, poražený s body
- SO — Vítězství na body, 8-11 bodů rozdíl, poražený bez bodů
- P0 — Vítězství pro pasivitu, protivník bez bodů
- P1 — Vítězství pro pasivitu, vedoucí 1-7 bodů
- PS — Vítězství pro pasivitu, vedoucí 8-11 bodů
- DC — Vítězství z rozhodnutí, skóre 0-0
- PA — Vítězství pro soupeřovo zranění
- DQ — Vítězství pro soupeřovu diskvalifikaci
- DNA — Nenastoupil
- L — Porážky
- ER — Kolo vyřazení
- CP — Klasifikační body
- TP — Technické body

### Skupiny

#### Skupina A
| L      |                           | CP     | TP     |                           | L      |        |
| Kolo 1 | Kolo 1                    | Kolo 1 | Kolo 1 | Kolo 1                    | Kolo 1 | Kolo 1 |
| ------ | ------------------------- | ------ | ------ | ------------------------- | ------ | ------ |
| 0      | Duane Koslowski (USA)     | 3-1 PP | 5-3    | Alexander Neumüller (AUT) | 1      |        |
| 1      | Khodr Bechara (LIB)       | 0-4 TF | 0:30   | Lubomír David (TCH)       | 0      |        |
| 0      | László Klauz (HUN)        | 3-0 P1 | 5:30   | Fritz Gerdsmeier (FRG)    | 1      |        |
| 0      | Alexandr Karelin (URS)    | 3-0 P1 | 4:00   | Tomas Johansson (SWE)     | 1      |        |
| Kolo 2 |                           |        |        |                           |        |        |
| 0      | Duane Koslowski (USA)     | 4-0 TF | 1:12   | Khodr Bechara (LIB)       | 2      |        |
| 1      | Alexander Neumüller (AUT) | 4-0 PA | 3:44   | Lubomír David (TCH)       | 1      |        |
| 1      | László Klauz (HUN)        | 0-3 P1 | 4:43   | Alexandr Karelin (URS)    | 0      |        |
| 2      | Fritz Gerdsmeier (FRG)    | 1-3 PP | 1-2    | Tomas Johansson (SWE)     | 1      |        |
| Kolo 3 |                           |        |        |                           |        |        |
| 1      | Duane Koslowski (USA)     | 0-3 PO | 0-2    | László Klauz (HUN)        | 1      |        |
| 2      | Alexander Neumüller (AUT) | 0-4 TF | 4:10   | Alexandr Karelin (URS)    | 0      |        |
| 1      | Tomas Johansson (SWE)     |        |        | Bye                       |        |        |
| 1      | Ľubomír Dávid (TCH)       |        |        | DNA                       |        |        |
| Kolo 4 |                           |        |        |                           |        |        |
| 1      | Tomas Johansson (SWE)     | 3-1 PP | 2-1    | László Klauz (HUN)        | 2      |        |
| 2      | Duane Koslowski (USA)     | 0-4 ST | 0-15   | Alexandr Karelin (URS)    | 0      |        |

| Zápasník                  | L | ER | CP |
| ------------------------- | - | -- | -- |
| Alexandr Karelin (URS)    | 0 | -  | 14 |
| Tomas Johansson (SWE)     | 1 | -  | 6  |
| László Klauz (HUN)        | 2 | 4  | 7  |
| Duane Koslowski (USA)     | 2 | 4  | 7  |
| Alexander Neumüller (AUT) | 2 | 3  | 5  |
| Lubomír David (TCH)       | 1 | 2  | 4  |
| Fritz Gerdsmeier (FRG)    | 2 | 2  | 1  |
| Khodr Bechara (LIB)       | 2 | 2  | 0  |

#### Skupina B
| L      |                         | CP       | TP     |                         | L      |        |
| Kolo 1 | Kolo 1                  | Kolo 1   | Kolo 1 | Kolo 1                  | Kolo 1 | Kolo 1 |
| ------ | ----------------------- | -------- | ------ | ----------------------- | ------ | ------ |
| 0      | Hassan El-Hadad (EGY)   | 4-0 TF   | 2:09   | Navind Ramsaran (MRI)   | 1      |        |
| 1      | Mohammed Farhan (IRQ)   | 0-3 P1   | 3:51   | Kazuja Deguči (JPN)     | 0      |        |
| 0      | Rangel Gerovski (BUL)   | 3-0 P1   | 5:44   | Daniel Payne (CAN)      | 1      |        |
| 1      | Fabio Valguarnera (ITA) | 0-0 DQ   | 5:49   | Roman Wrocławski (POL)  | 1      |        |
| Kolo 2 |                         |          |        |                         |        |        |
| 0      | Hassan El-Hadad (EGY)   | 3-0 P1   | 4:16   | Mohammed Farhan (IRQ)   | 2      |        |
| 2      | Navind Ramsaran (MRI)   | 0-4 TF   | 0:48   | Kazuja Deguči (JPN)     | 0      |        |
| 0      | Rangel Gerovski (BUL)   | 3-0 P1   | 5:27   | Fabio Valguarnera (ITA) | 2      |        |
| 2      | Daniel Payne (CAN)      | 0-4 TF   | 4:19   | Roman Wrocławski (POL)  | 1      |        |
| Kolo 3 |                         |          |        |                         |        |        |
| 0      | Hassan El-Hadad (EGY)   | 4-0 TF   | 2:14   | Kazuja Deguči (JPN)     | 1      |        |
| 0      | Rangel Gerovski (BUL)   | 3-0 P1   | 4:23   | Roman Wrocławski (POL)  | 2      |        |
| Kolo 4 |                         |          |        |                         |        |        |
| 1      | Hassan El-Hadad (EGY)   | 0-3 PO   | 0-5    | Rangel Gerovski (BUL)   | 0      |        |
| 1      | Kazuja Deguči (JPN)     |          |        | Bye                     |        |        |
| Kolo 5 |                         |          |        |                         |        |        |
| 2      | Kazuja Deguči (JPN)     | 0-3.5 SO | 0-14   | Rangel Gerovski (BUL)   | 0      |        |
| 1      | Hassan El-Hadad (EGY)   |          |        | Bye                     |        |        |

| Zápasník                | L | ER | CP   |
| ----------------------- | - | -- | ---- |
| Rangel Gerovski (BUL)   | 0 | -  | 15.5 |
| Hassan El-Hadad (EGY)   | 1 | -  | 11   |
| Kazuja Deguči (JPN)     | 2 | 5  | 7    |
| Roman Wrocławski (POL)  | 2 | 3  | 4    |
| Daniel Payne (CAN)      | 2 | 2  | 0    |
| Fabio Valguarnera (ITA) | 2 | 2  | 0    |
| Mohammed Farhan (IRQ)   | 2 | 2  | 0    |
| Navind Ramsaran (MRI)   | 2 | 2  | 0    |

### Finále
|                        | CP               | TP               |                        |                  |
| Zápas o 7. místo       | Zápas o 7. místo | Zápas o 7. místo | Zápas o 7. místo       | Zápas o 7. místo |
| ---------------------- | ---------------- | ---------------- | ---------------------- | ---------------- |
| Duane Koslowski (USA)  | 0-4 DQ           |                  | Roman Wrocławski (POL) |                  |
| Zápas o 5. místo       |                  |                  |                        |                  |
| László Klauz (HUN)     | 3.5-0 PS         | 5:00             | Kazuja Deguči (JPN)    |                  |
| Zápas o 3. místo       |                  |                  |                        |                  |
| Tomas Johansson (SWE)  | 3-0 P1           | 5:04             | Hassan El-Hadad (EGY)  |                  |
| Finálový zápas         |                  |                  |                        |                  |
| Alexandr Karelin (URS) | 3-1 PP           | 5-3              | Rangel Gerovski (BUL)  |                  |

## Finálové pořadí
1. Alexandr Karelin (URS)
2. Rangel Gerovski (BUL)
3. Tomas Johansson (SWE)
4. Hassan El-Hadad (EGY)
5. László Klauz (HUN)
6. Kazuja Deguči (JPN)
7. Roman Wrocławski (POL)